# Championnat d'Europe masculin de rink hockey des moins de 20 ans 1976
Navigation
Championnat d'Europe masculin -20 ans 1975 Championnat d'Europe masculin -20 ans 1977
Le Championnat d'Europe de rink hockey masculin des moins de 20 ans 1976 est la 15e édition de la compétition organisée par le Comité européen de rink hockey et réunissant les meilleures nations européennes des moins de 20 ans. Cette édition a lieu à Barcelos, au Portugal.
L'équipe du Portugal des moins de 20 ans remporte sa 7e couronne européenne de rink hockey.

## Participants
Sept équipes prennent part à cette compétition.
- Portugal
- Espagne
- Italie
- Pays-Bas
- Belgique
- Allemagne
- Suisse

## Résultats
Chaque équipe se rencontre une fois.
| Rang | Équipe    | Pts | J | G | N | P | Bp | Bc | Diff |  | Résultats |  |     |     |     |      |     |     |
| ---- | --------- | --- | - | - | - | - | -- | -- | ---- |  | --------- |  | --- | --- | --- | ---- | --- | --- |
| 1    | Portugal  | 12  | 6 | 6 | 0 | 0 | 32 | 2  | +30  |  | Portugal  |  | 3-0 | 2-0 | 2-1 | 13-0 | 3-0 | 9-1 |
| 2    | Espagne   | 10  | 6 | 5 | 0 | 1 | 19 | 9  | +10  |  | Espagne   |  |     | 4-1 | 2-1 | 3-2  | 6-1 | 4-1 |
| 3    | Italie    | 8   | 6 | 4 | 0 | 2 | 12 | 9  | +3   |  | Italie    |  |     |     | 2-1 | 5-1  | 2-0 | 2-1 |
| 4    | Pays-Bas  | 6   | 6 | 3 | 0 | 3 | 15 | 11 | +4   |  | Pays-Bas  |  |     |     |     | 4-2  | 3-1 | 5-2 |
| 5    | Belgique  | 4   | 6 | 2 | 0 | 4 | 13 | 28 | -15  |  | Belgique  |  |     |     |     |      | 3-1 | 5-2 |
| 6    | Allemagne | 1   | 6 | 0 | 1 | 5 | 5  | 19 | -14  |  | Allemagne |  |     |     |     |      |     | 2-2 |
| 7    | Suisse    | 1   | 6 | 0 | 1 | 5 | 9  | 27 | -18  |  | Suisse    |  |     |     |     |      |     |     |